# Мансфилд, Боб
Боб Мансфилд (англ. Bob Mansfield;) — американский топ-менеджер. Бывший старший вице-президент по разработке аппаратного обеспечения продуктов компании Apple Inc. На данный момент является главой секретного проекта «Project Titan» в Apple (предположительно проект по разработке электромобиля Apple).

## Биография
Мансфилд получил степень BSEE в Университете штата Техас в 1982 году.
В 1999 году Боб пришел работать на должность старшего директора SGI и вице-президентом по разработкам в области Графики в компанию Raycer, впоследствии компания была приобретена компанией Apple. После этого, Боба Мансфилда взяли в компанию Apple, на пост старшего вице-президента по аппаратному обеспечению iMac и MacBook.
В августе 2010 года Мансфилд занял пост инженера по оборудованию устройств из-за увольнения Марка Пэйпермастера.
28 июня 2012 года компания Apple, объявила о том, что Боб Мансфилд подал в отставку в связи с пенсионным возрастом. Дэн Риччио был объявлен заменой Мансфилду, но инженерным-техническим персоналом некоторое время будет продолжать руководить Мансфилд, пока не совершится его выход на пенсию.
29 октября 2012 года компания Apple объявила о том, что Мансфилд остаётся в компании по крайней мере до конца 2014 года и возглавит подразделение «Технологий», которое занимается разработкой беспроводного оборудования и полупроводниковых продуктов (процессоров).
29 июля 2013 года Мансфилд покинул пост старшего вице-президента, но остался в команде «Специальных проектов» Apple в качестве консультанта работая над такими секретными разработками как Apple Watch (официально представлены в сентябре 2014 года) и подчиняясь непосредственно Тиму Куку.
В июле 2016 года стало известно о назначении Мансфилда в Apple на должность главы секретного проекта «Project Titan» (предположительно проект по разработке электромобиля Apple).